# Pablo Tamburrini
Pablo Andrés Tamburrini Bravo (en árabe: بابلو تامبوريني‎) (Santiago, Región Metropolitana de Santiago, Chile, 30 de enero de 1990) es un futbolista chileno nacionalizado palestino que juega en Deportes Valdivia de la Segunda División Profesional de Chile.

## Trayectoria
Oriundo de San Ramón llegó a los trece años a Palestino donde realizaría todas las divisiones inferiores pero no llegaría a debutar por lo cual partiría a préstamo a San Antonio Unido de la Tercera División A.
Luego de un buen paso por el club de San Antonio seguiría jugando en la misma categoría fichando esta vez por Municipal La Pintana donde sería uno de los jugadores más importantes del equipo lo cual le valdría el regresar a Palestino para jugar en la Primera División, donde tendría buenas campañas pero destacaría en especial de la mano de Emiliano Astorga donde estuvo a punto de clasificar a la Copa Sudamericana 2014.
A mediados del 2014 no es considerado por el nuevo técnico de su club, Pablo Guede, por lo cual es llamado por Emiliano Astorga para llegar por seis meses a préstamo al Santiago Wanderers de Valparaíso. En su primer semestre en el club porteño, lograría tener un rendimiento irregular al tener buenas actuaciones combinadas con variadas expulsiones pero sería un aporte al subcampeonato obtenido en aquella temporada por los caturros. Finalizado el préstamo renovaría por seis meses más a petición de su técnico pero el segundo semestre estaría marcado por un bajo desempeño y actos de indisciplina que lo llevarían incluso a no ser convocado por lo cual finalizado su contrato no continúa para la siguiente temporada. Luego de su paso por Al-Bireh de Palestina, regresó a Chile para sumarse como refuerzo del Club Social y Deportivo Lautaro de Buin de la Segunda División Profesional del fútbol chileno.

### Clubes
| Club                          | País      | Año       |
| ----------------------------- | --------- | --------- |
| San Antonio Unido             | Chile     | 2010      |
| Municipal La Pintana          | Chile     | 2011      |
| Palestino                     | Chile     | 2012-2014 |
| Santiago Wanderers (Cedido)   | Chile     | 2014-2015 |
| San Luis de Quillota (Cedido) | Chile     | 2015      |
| Al-Bireh (Cedido)             | Palestina | 2016-2017 |
| San Antonio Unido             | Chile     | 2017      |
| Al-Bireh                      | Palestina | 2018-2019 |
| Lautaro de Buin               | Chile     | 2019      |
| Deportes Valdivia             | Chile     | 2021-Act. |

## Selección nacional
Aunque Tamburrini nació en Chile, resultó elegible para representar a Palestina gracias a sus ancestros. Entre 2015 y 2019 jugó 21 partidos con la selección asiática, llegando a anotar un gol en un encuentro ante Arabia Saudita el 11 de junio de 2015.